# Ernest Bader
Ernest Bader, britanski general, * 1899, † 1970.